# Wuhletal-Wanderweg
Der Wuhletal-Wanderweg ist ein Berliner Wanderweg. Er führt ab der Grenze zu Ahrensfelde im Nordosten durch das Wuhletal zum S-Bahnhof Berlin-Köpenick im Südosten Berlins. Seine Länge beträgt 16 Kilometer. Der Wuhletal-Wanderweg gehört mit der Nummer 14 zum Netz der 20 grünen Hauptwege Berlins. Das ist eine Zusammenstellung von 20 Wanderwegen durch das Berliner Stadtgebiet mit einer Gesamtlänge von rund 550 Kilometern. Ziel ist es, „Wohngebiete mit den vielfältigen Erholungsmöglichkeiten in Parkanlagen und Naherholungsgebieten von Berlin und Brandenburg“ (Senatsverwaltung für Stadtentwicklung und Umwelt) miteinander zu verknüpfen. Der Fußgänger soll dabei die Möglichkeit haben, „die Stadt als eine Verbindung von Kultur, Geschichte und Ökologie intensiv zu erleben“.

## Verlauf

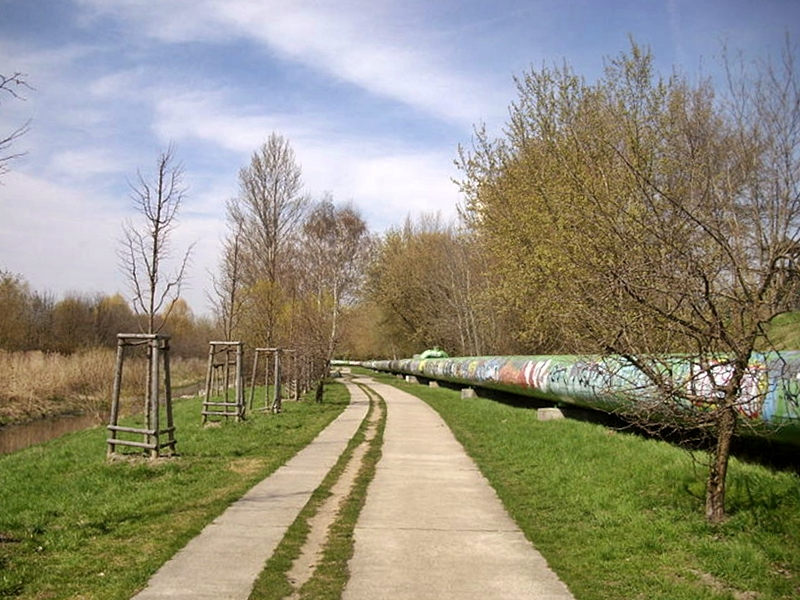
Weg neben der Wuhle

Der Wuhltalweg begleitet die Wuhle von Ahrensfelde bis zur Mündung in die Spree. Noch bis in die 1980er Jahre war die Wuhle eher ein Abwasserkanal als ein sauberer Bach, in dem kleine Fische leben. Das parkähnlich ausgebaute nördliche Wuhletal wurde als Ausgleichsmaßnahme für die Großsiedlungen Marzahn und Hellersdorf ausgebaut. Hinter dem 97 Meter hohen Kienberg liegen die (eintrittspflichtigen) Gärten der Welt, wohin sich ein Abstecher lohnt. Südlich der auf gemeinsamer Trasse verlaufenden Bundesstraßen B 1/B 5 führt der Weg durch Einfamilienhausgebiete und ist ein Spazierweg der Anrainer. Der Wuhletalweg, teilweise auch als „Wuhletal-Wanderweg“ ausgeschildert, verläuft wechselnd über die Ufer der Wuhle vorwiegend durch Park- und Grünanlagen.

### Marzahn
Der Wuhletalweg hat seinen Beginn am Nordrand des Eicheparks (Döllner Straße) und setzt hier den Barnimer Dörferweg (Hauptweg 13) nach Süden fort. Der „inoffizielle“, nördliche Start des Wanderwegs befindet sich am S-Bahnhof Ahrensfelde. Von da ist der Hauptweg entlang der Havemannstraße durch die Marzahner Ortslage Ahrensfelde-Süd, vorbei an den Ahrensfelder Terrassen zur Kemberger Straße an einem Kletterturm, dem „Wuhletalwächter“, zu erreichen. Die Wuhle kommt aus Ahrensfelde vom Gebiet um den Regionalbahnhof Ahrensfelde Friedhof und unterquert die Dorfstraße von Ahrensfelde. Zudem spendet der Wuhlegraben aus einem 2,5 Kilometer nordöstlich liegenden Feuchtwiesengebiet weitere Wassermengen, der an der Siedlung Bergstraße in Ahrensfelde nördlich vom Eichepark an der Wuhle einmündet. Der Hauptweg führt auf einem Weg nahe an der Stadtgrenze, die von der Wuhle gebildet ist, durch den Eichepark nach Süden. Der Wuhletalweg führt am Interkulturellen Garten Marzahn vorbei und zwischen Grenzteich und der Straßenecke Kemberger/Havemannstraße hindurch, hier befindet sich der Kletterfelsen. Schließlich trifft der Weg auf die Neue Wuhle, wo die Parklandschaft des Eicheparks in die Ahrensfelder Berge als Bestandteil im Landschaftspark Wuhletal übergeht. Am Nordufer der Neuen Wuhle endet die Humboldt-Spur. Auf einem Fußgängersteg wird die Neue Wuhle überschritten und rechts am Weg liegt der Geschützte Landschaftsbestandteil (gLB) ‚Weidengrund‘ und weiter liegt der Wanderweg nahe an der Neuen Wuhle weiter und in einem Abstand von 250 Metern von der Erhebung mit 113 m ü. NN vorbei. Die Neue Wuhle nähert sich der Wuhle an, die weiterhin die Stadtgrenze bildet. Vor der Landsberger Allee verengt sich der Parkstreifen, der als Grünland über die Landesgrenze zu Brandenburg reicht, auf 150 Meter, rechts liegt der Fasanenpfuhl, der als Regenrückhaltebecken genutzt wird. An der Landsberger Allee führt der Hauptweg auf der Nordseite nach links zur Nikolai-E.-Bersarin-Brücke.

### Hellersdorf

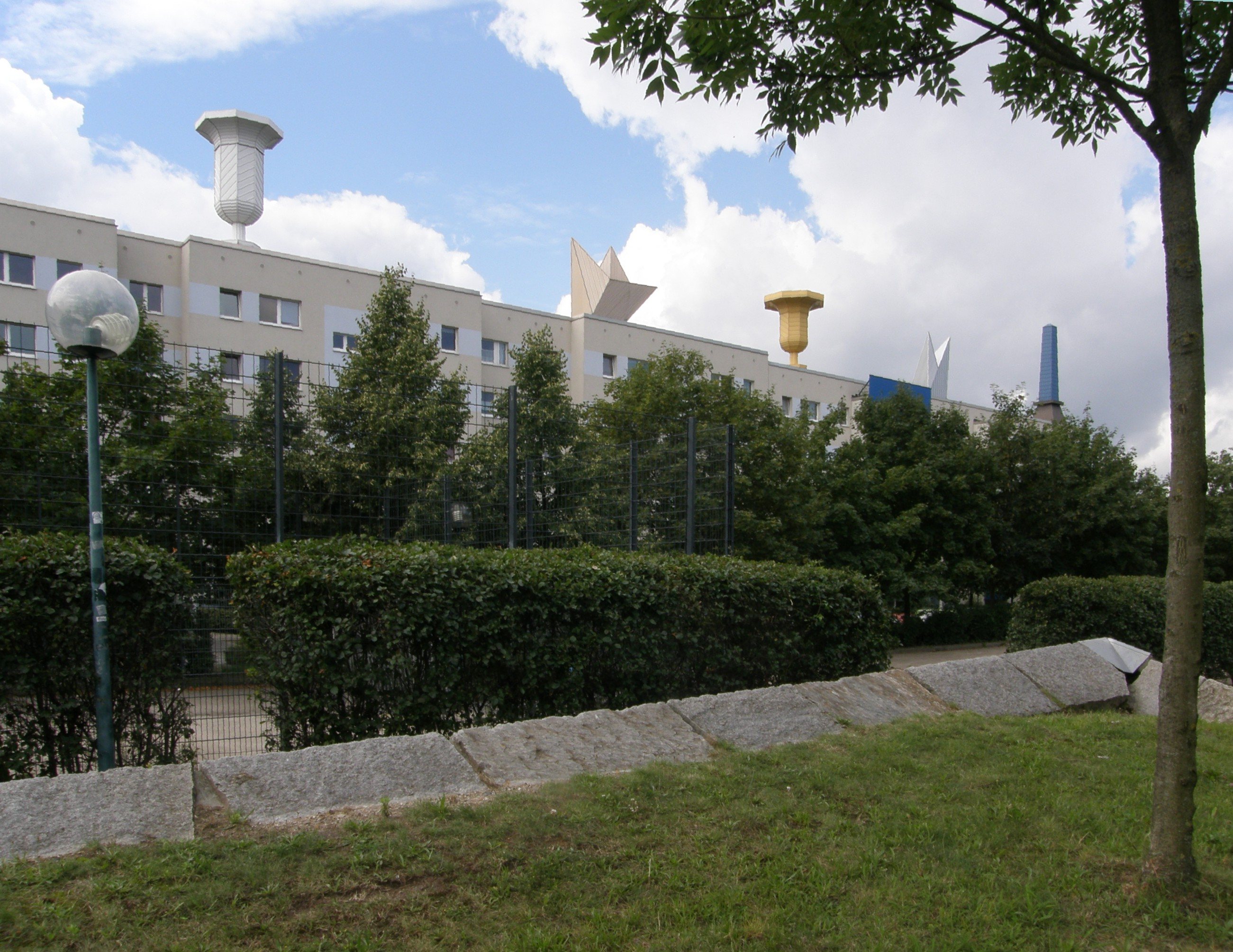
Zossener Straße

Unter dieser Brücke wechselt die Wuhle in den Ortsteil Hellersdorf. Da die Grenze zwischen Berlin und der Ahrensfelder Ortslage Eiche-Süd in der Mitte der Landsberger Chaussee liegt, verläuft der Wuhletalweg wegen der nordöstlichen Umgehung der Kreuzung für rund 40 Meter außerhalb des Berliner Stadtgebietes. Im Süden verläuft der Wanderweg parallel zur Zossener Straße am östlichen Wuhleufer durch den Wiesenpark entlang. Zwischen Wuhle, Neuer Wuhle, einer Fernwärmeleitung und linksseitig der Zossener Straße mit der Tram M6 geht es weiter nach Süden, dann parallel zur Luckenwalder Straße. Von der Kyritzer Straße trifft der Hönower Weg ostwärts auf. Beide Hauptwege (07 und 14) laufen gemeinsam zur Hellersdorfer Brücke, auf der die Eisenacher Straße die Wuhle überbrückt. Hier biegt der Hönower Weg wieder westwärts nach Marzahn ab. Zudem führt die Eisenacher Straße auch zum Eingang der Gärten der Welt, die im Westen (Hellersdorfer Berge) am Kienberg (102 m ü. NHN) liegen. Der Hauptweg 14 liegt auf der Hellersdorfer Seite der Wuhle parallel zur Suhler Straße, vorbei an der Caspar-David-Friedrich-Schule und durch den Kienbergpark (61 m ü. NHN) mit dem Hasenpfuhl. Weiter nähert sich der Feldberger Ring mit mehrgeschossigen Wohnhäuserblocks, gefolgt vom Sonnenkieker mit Siedlungshäusern. Hier im „Wuhletal“ wird der östliche Uferpark der Wuhle mit 30 Metern zwischen Bebauung und Wuhleufer etwas eng, auf der (nun schon) Biesdorfer Seite liegt der Wuhleteich (mit der Ortsteilgrenze). An der folgenden Cecilienstraße führt der Wuhleweg am Wuhleufer unter der Cecilienbrücke hindurch. Danach geht es neben der KGA ‚Teterower Ring‘ zum ‚Stadion Wuhletal‘. Am Südrand der KGA überqueren Fernwärmeleitungen die Wuhle westwärts. An den folgenden Klärteichen Kaulsdorf ist das Ostufer der Wuhle nicht begehbar. Der Wuhletalweg wird deshalb am Nordrand des Stadions über einen Fußgängersteg auf die Biesdorfer Seite geführt.

### Biesdorf

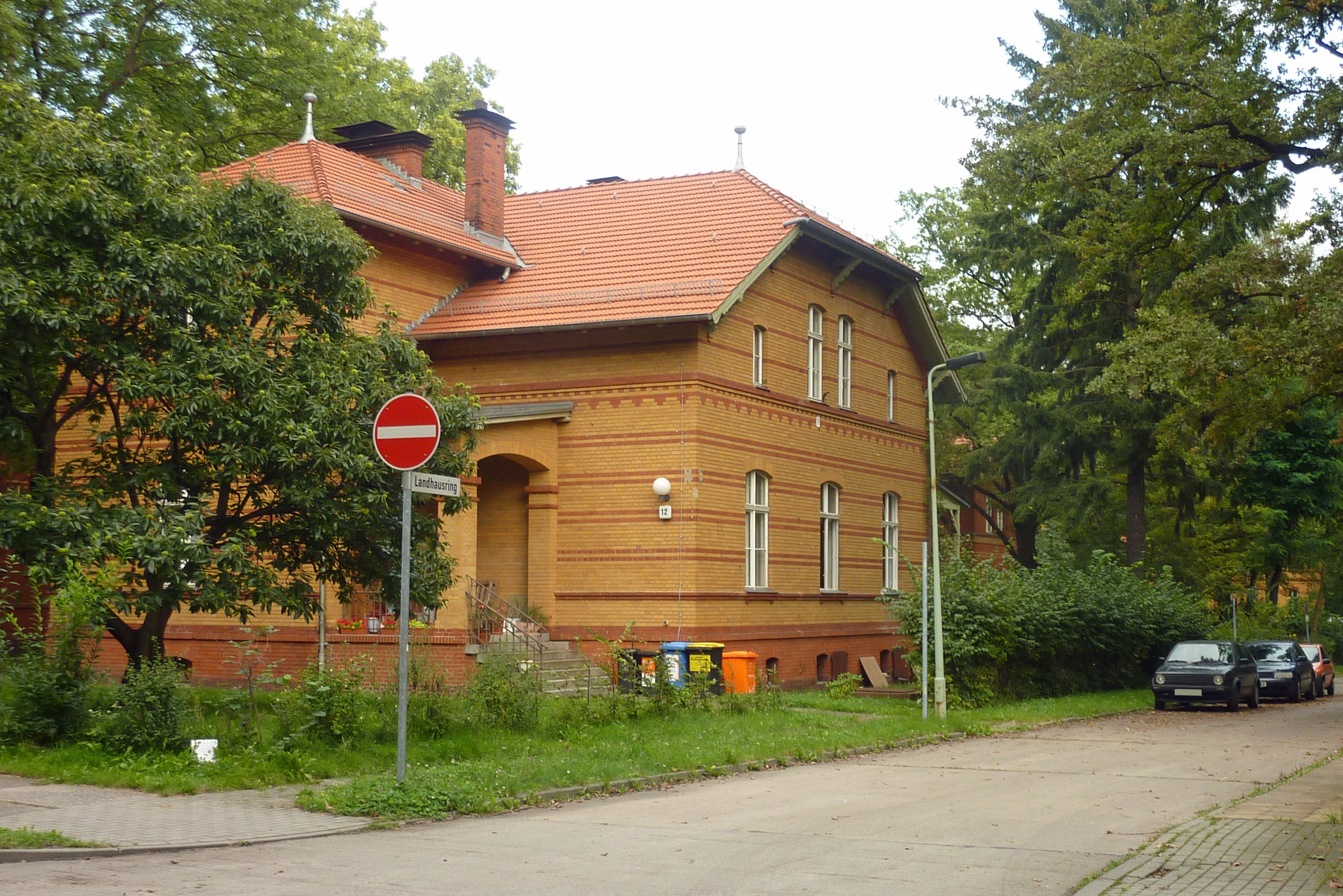
Landhausring in Berlin-Biesdorf

Nach etwa 100 Metern auf dem westwärts verlaufenden Weg ist (im Grünland) der Ortsteil Biesdorf erreicht. Im hier „Wuhlgarten“ genannten Teil der Wuhleniederung wird nach weiteren 100 Metern der vom Forsthaus (Wildtierpflegestation) kommende Weg nach links begangen, vorbei am rechts liegenden Landhausring, dem Griesingerpark, der KGA ‚Wuhlgarten‘ und dem links liegenden Karpfenteich. Weiter westlich, nahe dem Blumberger Damm, liegen der MEON-Gewerbepark (Medizintechnik), das Wilhelm-Griesinger-Krankenhaus und das Unfallkrankenhaus Berlin. Nach etwa einem Kilometer trifft der Wuhletalweg auf die Altentreptower Straße. Hier wird der Ortsteil Biesdorf vorerst verlassen und am Durchfluss der Wuhle unter der Altentreptower Straße auf dem anderen Wuhleufer wiederum Hellersdorf erreicht. 

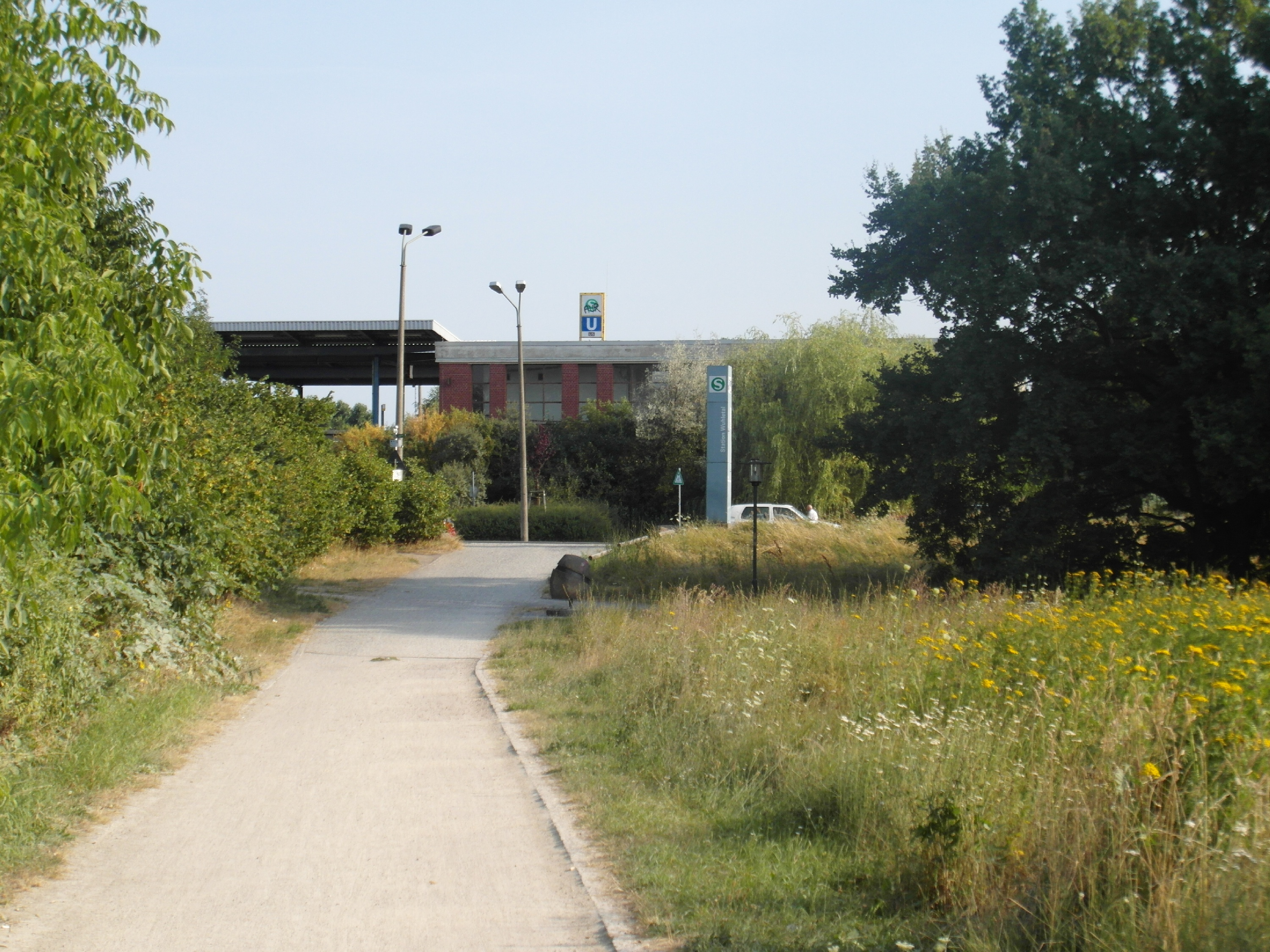
Der Wuhletalweg nutzt den Durchgang am Bahnhof Wuhletal

Südlich an der Straße befindet sich der U- und S-Bahnhof Wuhletal, und an dieser Wuhleseite mündet die Idealführung des Hauptwegs 14 ein. Durch den Bahnhof hindurch (einmalig in Berlin der Halt von S- und U-Bahn-Zügen am gleichen Bahnsteig) geht es vor dem Friedhof Kaulsdorf am Bahnhofsausgang nach rechts zur Wasserwegbrücke. Vor ihr verlässt der Hauptweg den Ortsteil Hellersdorf wieder.
Vor der Wasserwegbrücke liegt der Tripelgrenzpunkt der Ortsteile Hellersdorf, Biesdorf und Kaulsdorf im Bezirk Hellersdorf-Marzahn. Der Hauptweg 14 berührt jedoch Kaulsdorf nur, von dort kommt der Kaulsdorfer Weg. Gemeinsam mit dem Wuhleweg (Nr. 14) nutzt der Kaulsdorfer Weg (Nr. 08) die Wasserwegbrücke auf das Westufer der Wuhle. Der Hauptweg 08 läuft nach Westen weiter an der U-Bahn-Trasse zum Friedhof Biesdorf. Der Hauptweg 14 bleibt jedoch wuhlenah in seinem Verlauf nach Süden bis Südosten durch das Wald- und Wiesengebiet des Landschaftsparks Wuhletal östlich der Biesdorfer Höhe. Diese Erhebung mit 81 m ü. NHN ist als Aussichtsplattform von der Wuhle her begehbar. Der Hauptweg selbst erreicht, an einem Hundesportplatz vorbei, die Frankfurter Brücke an der B 1/B 5.

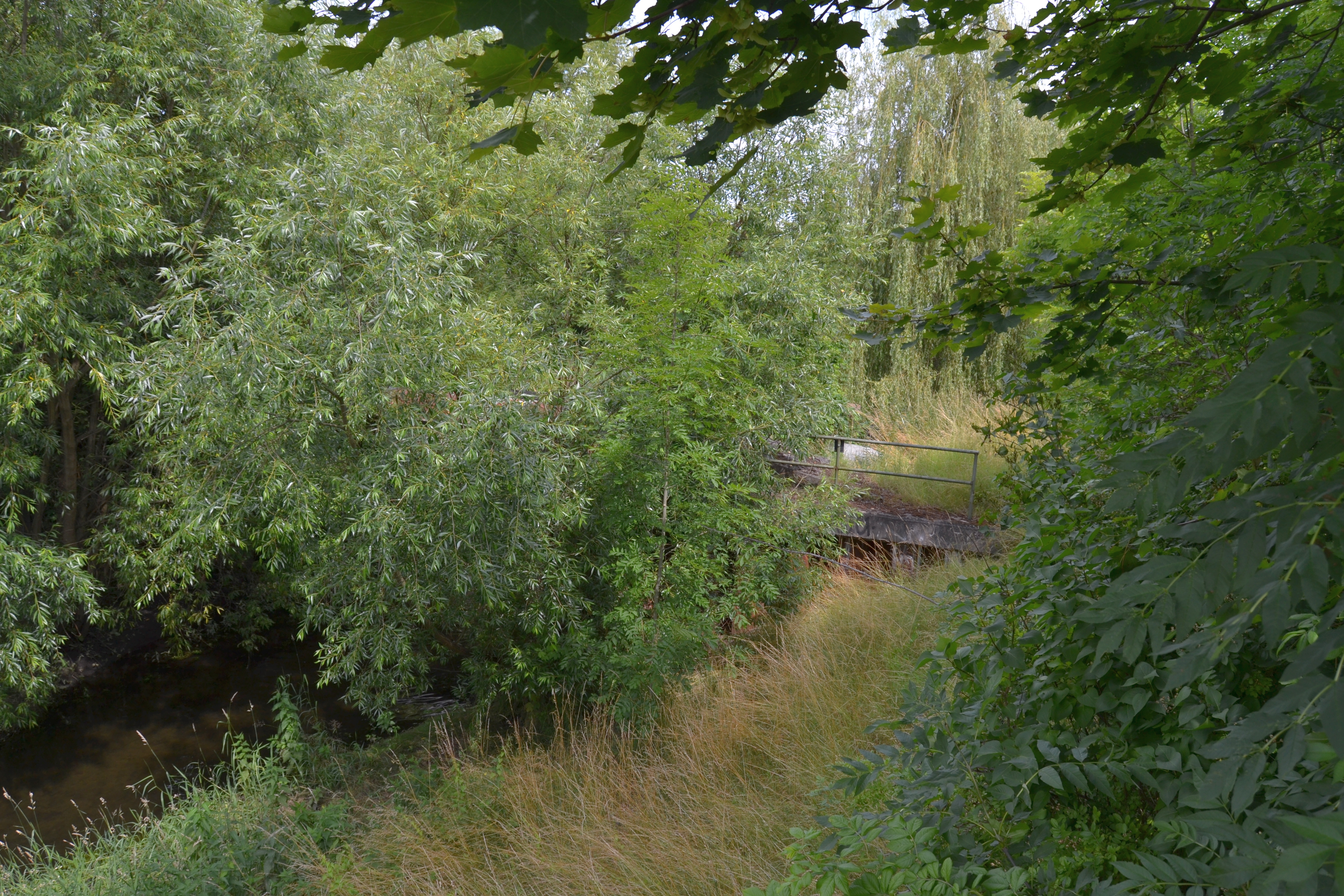
Landschaftspark Wuhletal

An der Brücke führt ein Seitenweg auf die Bundesstraße, der Hauptweg selbst unterquert direkt neben der Wuhle die Fahrbahn. Dadurch ist die Straße Alt-Biesdorf gefahrlos zu passieren. An einem Grundstück vorbei geht es rechts zum Möwenweg und dann vorbei an der Mosbacher Brücke. Links vom Hauptweg auf der anderen Seite der Wuhle befinden sich die KGA ‚Mosbacher Straße‘ und ‚Neues Leben‘, rechts die KGA ‚Neues Leben Grüne Aue‘ und ‚Neues Leben Wuhleweg‘. Durch den Brodersengarten mit einer Skateranalage geht es in einem Wuhlebogen durch die Schmetterlingswiesen.

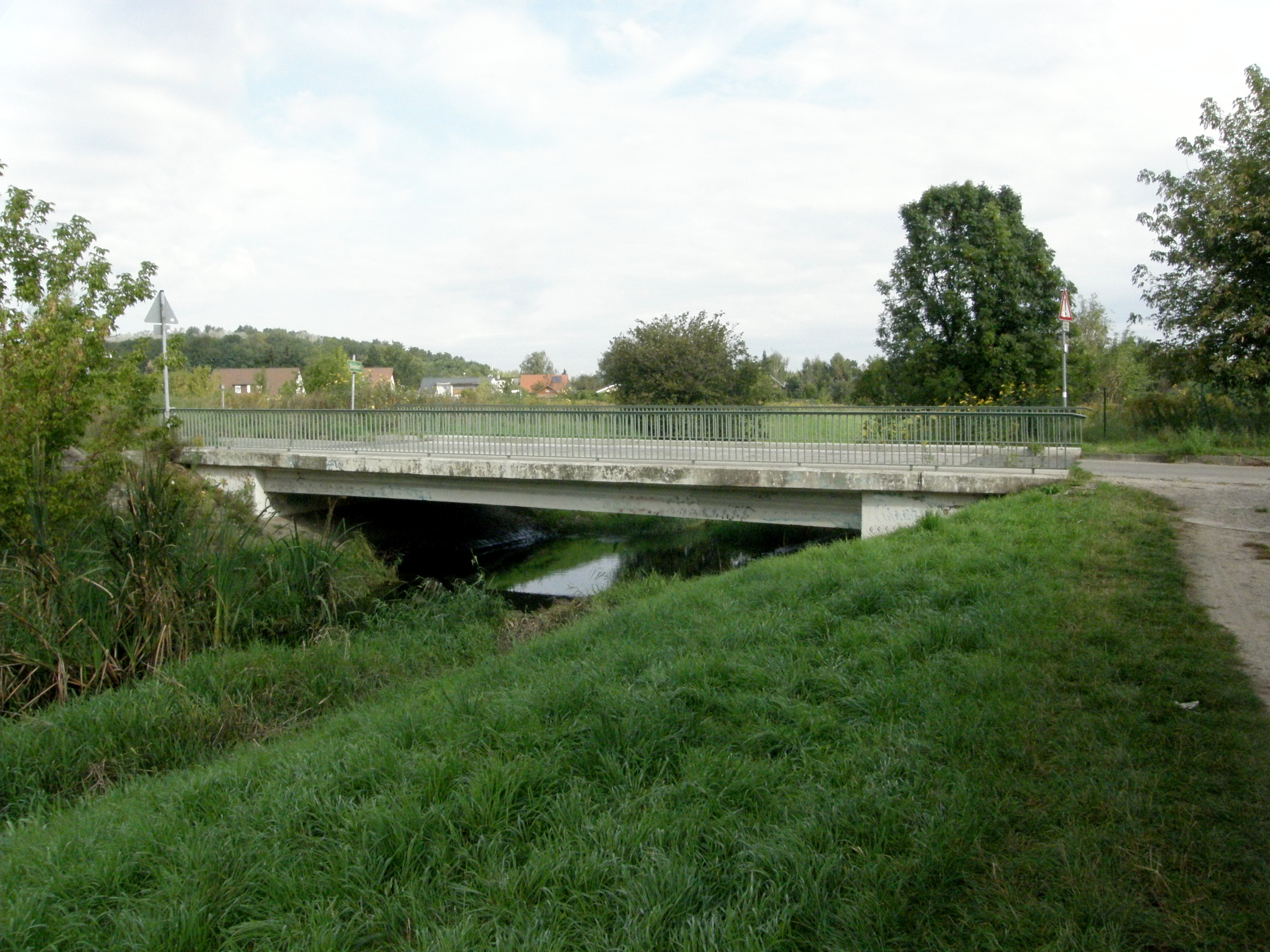
Mosbacher Brücke

Auf den Schmetterlingswiesen führt ein Parkweg nach rechts durch den Stadtpark Biesdorf zur Apollofalterallee und danach durch die Lindenstraße zur Köpenicker Straße und dem U-Bahnhof Elsterwerdaer Platz. Der Hauptweg trifft auf die Fußgängerbrücke Honsfelder Straße und die KGA ‚Wuhleblick‘ am gegenüberliegenden Wuhleufer. Der 50 Meter breite Parkstreifen erweitert sich vor der Heesestraßenbrücke, an der die Dramburger Straße auf die Heesestraße trifft. Auf dieser Brücke wird die Wuhle überquert und in der Heerstraße der Ortsteil Kaulsdorf erreicht.

### Kaulsdorf
Der Wuhletalweg führt am Ostufer der Wuhle von der Heerstraße südwärts. Hier bildet die Wuhle die Grenze zwischen den Ortsteilen Biesdorf und Kaulsdorf. Die Wuhle besitzt hier eine beckenartige Erweiterung, die Wuhleblase. Der Hauptweg verläuft parallel zur Straße An der Wuhle hinter deren Grundstücken. Der Uferweg erreicht so die Lindenstraße an der Zimmermannstraßenbrücke.

### Biesdorf Süd

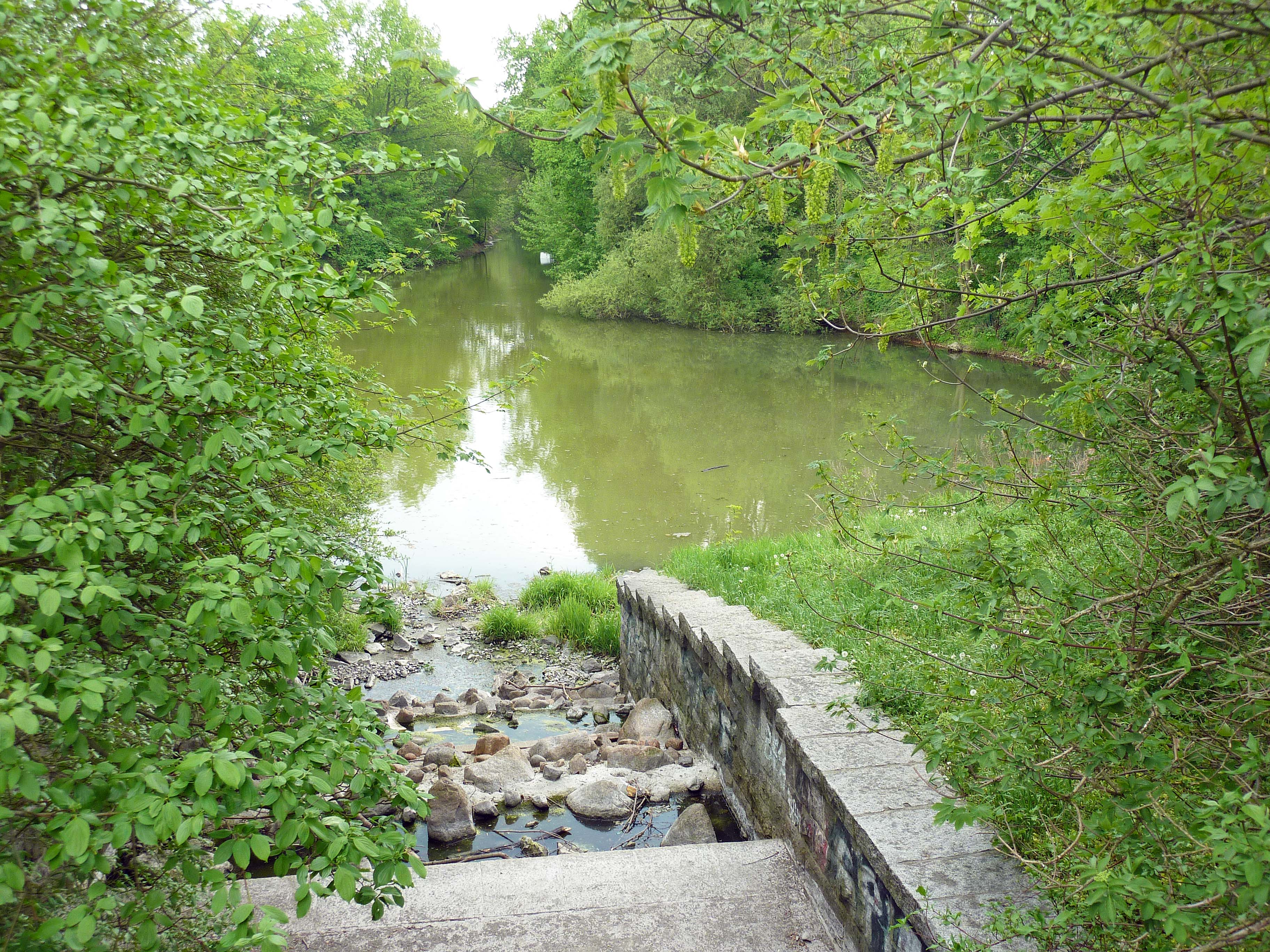
Wuhleblase

Mit dem Wechsel des Wuhleufers über die Zimmermannstraßenbrücke in die Zimmermannstraße wird wieder die Ortsteilgrenze zu Biesdorf überschritten. Der Wuhletalweg setzt sich weiter in südlicher Richtung fort und erreicht den Wuhlesee. Rechts am Weg reicht ein 50 Meter breiter Grünzug bis zum Wateweg, an den die Grundstücke der Köpenicker Straße angrenzen. Der Grünzug wird durch die nur acht Parzellen umfassende KGA ‚Köpenicker Wiesen‘ unterbrochen. Das Ende des Wuhlesees ist an der Hadubrandstraße erreicht, danach folgt die Buchenhainer Brücke. Sie verbindet die Buchenhainer Straße in Biesdorf mit der Straße 19 in Kaulsdorf. Der Wuhletalweg verläuft weiter am Westufer der Wuhle an den Grundstücken der Nitzwalder Straße entlang bis zur Bismarcksfelder Brücke. Am Weg stehen Gedenkstelen für das ehemalige Zwangsarbeitslager Kaulsdorfer Straße am gegenüberliegenden Wuhleufer. Über die Brücke, einen Steg für Fußgänger und Radfahrer, wird auf das Ostufer der Wuhle und damit wieder in den Ortsteil Kaulsdorf gewechselt.

### Köpenick
Rund 60 Meter südlich der Bismarckfelder Brücke liegt der gemeinsame Grenzpunkt der Ortsteile Biesdorf, Kaulsdorf und Köpenick. Der Wuhletalweg verlässt nun den Bezirk Marzahn-Hellersdorf und erreicht den Ortsteil Köpenick im Bezirk Treptow-Köpenick. Er folgt dem Lauf der Wuhle südwärts, vorbei an der Einmündung der Bischofstaler Straße bis zu einer etwa 40 Meter breiten Grünerweiterung an der Hoppendorfer Brücke. Die Hoppendorfer Straße wird überquert. Auf dem gegenüberliegenden Wuhleufer befinden sich ein Ausläufer der Wuhlheide und der Innovationspark Wuhlheide. Von hier ist über die Straße am Wald und die Köpenicker Straße der S-Bahnhof Wuhlheide zu erreichen. Im weiteren Verlauf des Wuhlewanderweges verbinden mehrere Stege den Weg mit dem anderen Ufer der Wuhle, so an der Argenauer Straße / Pieperstwinkel, an der Straße Zum Wuhleblick und an der Birnbaumer Straße. Am rechten Ufer liegen Kleingärten (Kolonie Wuhlewiesen).

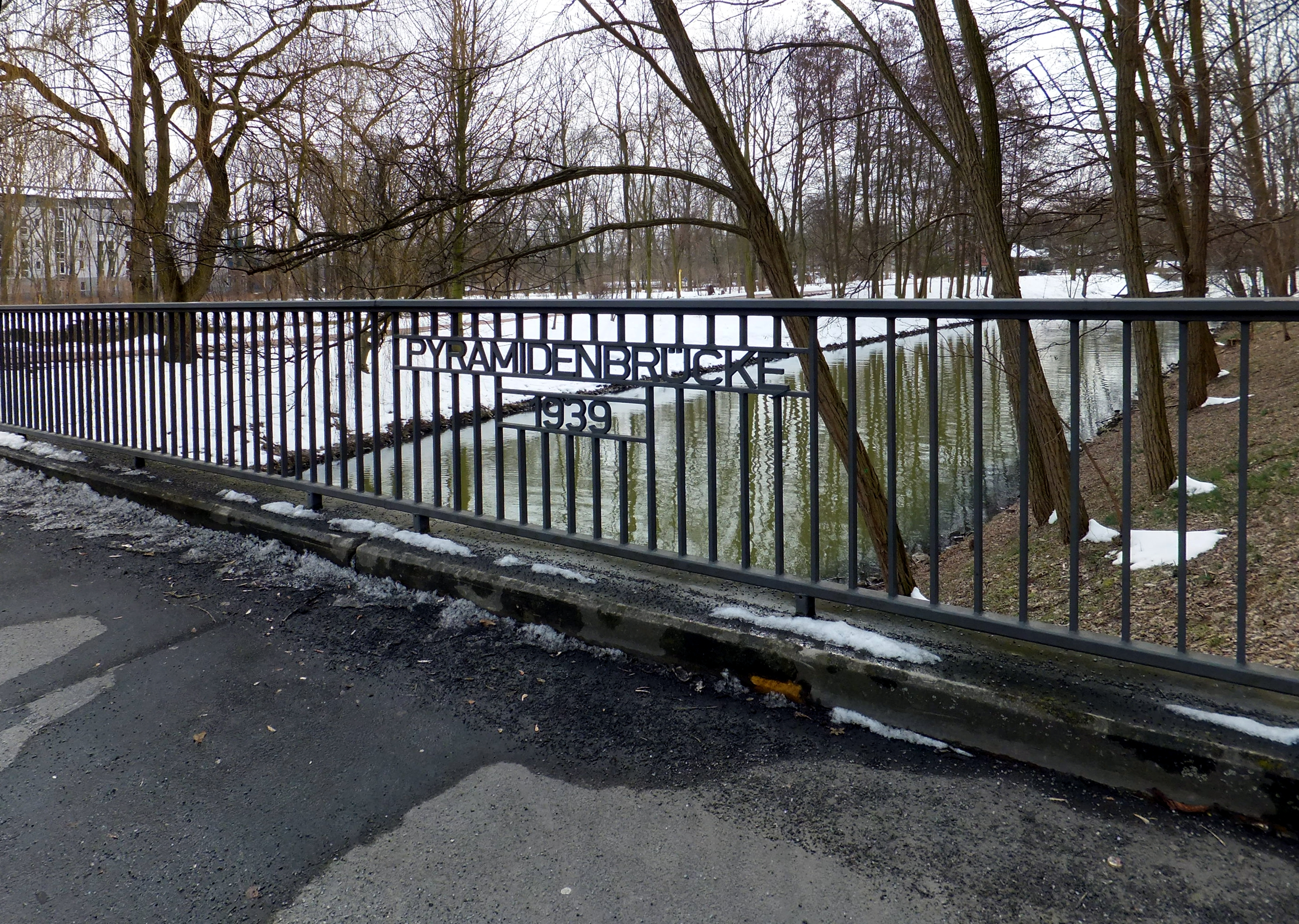
Der Wuhletalweg kreuzt die Lindenstraße an der Pyramidenbrücke

Über den Steg an der Birnbaumer Straße wird der Wuhlewanderweg wieder zum westlichen Wuhleufer geführt. Hier trifft er mit dem Europawanderweg E11 zusammen, und beide folgen dem Wuhlelauf südwärts. Rechts liegt die Kleingartenanlage ‚Am Bahndamm‘. Nun trifft der Weg auf die Straße Am Bahndamm, die parallel zur S-Bahn-Strecke nach Erkner verläuft. Auf dieser Straße wird in östlicher Richtung zum letzten Mal das Ufer der Wuhle gewechselt. Nach etwa 50 Metern wird die Einfahrt zum Parkhaus des Forums Köpenick erreicht und auf ihr die Bahntrasse unterquert. (Der Wanderweg E11 setzt sich auf der Straße Am Bahndamm weiter nach Osten zur Mahlsdorfer Straße am Bahnhof Köpenick fort.) Der Wuhlewanderweg führt am Ostufer der Wuhle weiter durch die Köpenicker Dammvorstadt. Als Nächstes wird die Schinderbrücke an der Hämmerlingstraße erreicht. Danach liegen Kleingärten am Weg (Kolonie Wuhlemündung). Auf dem anderen Wuhleufer liegen Sportplätze und das Stadion An der Alten Försterei des 1. FC Union Berlin. An der Pyramidenbrücke wird die Lindenstraße überquert, eine Hauptverkehrsstraße, die Köpenick mit Oberschöneweide verbindet und auf der die Straßenbahnlinien 27, 60 und 67 verkehren. Der Wanderweg bleibt auf der linken Wuhleseite, er endet an der Mündung der Wuhle in die Spree.

## Nahverkehrsanschlüsse
In der Nähe des Wuhletalwegs sind Anschlüsse an das Berliner Nahverkehrsnetz vorhanden:
- S-Bahnhof Ahrensfelde
- S- und U-Bahnhof Wuhletal
- S-Bahnhof Köpenick